# Jair Benítez
Jair „Chigüiro” Benítez Sinisterra (ur. 11 stycznia 1979 w Jamundí) – piłkarz kolumbijski grający na pozycji bocznego obrońcy.

## Kariera klubowa
Karierę piłkarską Benítez rozpoczął w klubie Envigado FC. W 1999 roku zadebiutował w jego barwach w pierwszej lidze kolumbijskiej. W 2000 roku odszedł do Independiente Santa Fe z Bogoty, ale po roku gry tam wrócił do Envigado. W 2001 roku przeszedł do Independiente Medellín. Z klubem tym wywalczył mistrzostwo Kolumbii fazy Finalización w 2002 roku i wicemistrzostwo kraju w 2001 roku. W 2003 roku grał w Deportivo Pereira.
W połowie 2003 roku Benítez został piłkarzem argentyńskiego Colónu Santa Fe. W lidze argentyńskiej grał do 2004 roku i wtedy też wrócił do Kolumbii do Independiente Medellín. W 2004 roku został z nim mistrzem fazy Apertura. W 2006 roku odszedł do Deportivo Cali, z którego w 2009 roku został wypożyczony do Independiente.
W połowie 2009 roku Benítez podpisał kontrakt z klubem Major League Soccer, FC Dallas. Zadebiutował w nim 25 lipca 2009 w przegranym 2:4 wyjazdowym spotkaniu z Real Salt Lake. W Dallas stał się podstawowym zawodnikiem. W 2010 roku wywalczył z nim mistrzostwo Konferencji Zachodniej MLS. W 2016 przeszedł do Atlético FC.
| Sezon   | Klub                   | Kraj              | Rozgrywki           | Mecze | Bramki |
| ------- | ---------------------- | ----------------- | ------------------- | ----- | ------ |
| 1999    | Envigado FC            | Kolumbia          | Copa Mustang        | 42    | 4      |
| 2000    | Independiente Santa Fe | Kolumbia          | Copa Mustang        | 40    | 0      |
| 2001    | Envigado FC            | Kolumbia          | Copa Mustang        | 16    | 0      |
| 2001    | Independiente Medellín | Kolumbia          | Copa Mustang        | 23    | 1      |
| 2002    | Independiente Medellín | Kolumbia          | Copa Mustang        | 23    | 0      |
| 2003    | Independiente Medellín | Kolumbia          | Copa Mustang        | 2     | 0      |
| 2003    | Deportivo Pereira      | Kolumbia          | Copa Mustang        | 21    | 4      |
| 2003/04 | CA Colón               | Argentyna         | Primera División    | 10    | 1      |
| 2004    | Independiente Medellín | Kolumbia          | Copa Mustang        | 46    | 3      |
| 2005    | Independiente Medellín | Kolumbia          | Copa Mustang        | 34    | 4      |
| 2006    | Deportivo Cali         | Kolumbia          | Copa Mustang        | 34    | 2      |
| 2007    | Deportivo Cali         | Kolumbia          | Copa Mustang        | 33    | 0      |
| 2008    | Deportivo Cali         | Kolumbia          | Copa Mustang        | 32    | 0      |
| 2009    | Independiente Medellín | Kolumbia          | Copa Mustang        | 9     | 0      |
| 2009    | FC Dallas              | Stany Zjednoczone | Major League Soccer | 13    | 0      |
| 2010    | FC Dallas              | Stany Zjednoczone | Major League Soccer | 28    | 0      |
| 2011    | FC Dallas              | Stany Zjednoczone | Major League Soccer | 27    | 0      |
| 2012    | FC Dallas              | Stany Zjednoczone | Major League Soccer | 28    | 1      |
| 2013    | FC Dallas              | Stany Zjednoczone | Major League Soccer | 31    | 1      |
| 2014    | FC Dallas              | Stany Zjednoczone | Major League Soccer | 26    | 0      |
| 2016    | Atlético FC            | Kolumbia          | Categoría Primera B |       |        |

## Kariera reprezentacyjna
W reprezentacji Kolumbii Benítez zadebiutował w 2005 roku. W tym samym roku był w kadrze na Złoty Puchar CONCACAF. W 2007 roku został powołany do kadry na Copa América 2007. Tam był rezerwowym i nie rozegrał żadnego spotkania.